# Mehdi Tahrat
Mehdi Jean Tahrat (ar. مهدي طاهرات; ur. 24 stycznia 1990 w Meudon) – algierski piłkarz grający na pozycji środkowego obrońcy. Od 2021 jest piłkarzem klubu Al-Gharafa.

## Kariera piłkarska
Swoją piłkarską karierę Tahrat rozpoczął w 2008 roku w juniorach klubu Évry FC. W 2009 roku został zawodnikiem piątoligowego FC Drouais. Z kolei w latach 2010-2012 grał w piątoligowym Sainte-Geneviève Sports. W latach 2012–2014 występował w rezerwach Lille OSC. W 2014 roku został piłkarzem trzecioligowego Paris FC. Swój debiut w nim zaliczył 8 sierpnia 2014 w zremisowanym 0:0 domowym meczu z CA Bastia. W sezonie 2014/2015 wywalczył z Paris FC awans do Ligue 2. W klubie tym grał również w sezonie 2015/2016.
Latem 2016 Tahrat przeszedł do Red Star FC. Zadebiutował w nim 30 lipca 2016 w zremisowanym 0:0 domowym spotkaniu z AJ Auxerre. Zawodnikiem Red Star był przez pół roku.
Na początku 2017 Tahrat został piłkarzem pierwszoligowego Angers SCO. Swój debiut w nim zanotował 14 maja 2017 w zwycięskim 2:0 wyjazdowym meczu z OGC Nice.
Zimą 2018 Tahrat został wypożyczony z Angers do drugoligowego Valenciennes FC, w którym swój debiut zaliczył 12 stycznia 2018 w przegranym 1:2 domowym spotkaniu z LB Châteauroux. W Valenciennes grał pół roku.
Latem 2018 Tahrat odszedł z Angers do RC Lens. Swój debiut w nim w Ligue 2 zanotował 27 lipca 2018 w wygranym 2:0 wyjazdowym meczu z US Orléans. W Lens spędził rok.
W 2019 roku Tahrat został zawodnikiem saudyjskiego klubu Abha Club. Zadebiutował w nim 30 sierpnia 2019 w zwycięskim 2:1 wyjazdowym spotkaniu z Al-Wehda Club Mekka. W Abha Club grał przez dwa lata.
Latem 2021 Tahrat przeszedł do katarskiego Al-Gharafa. Swój debiut w nim zaliczył 11 września 2021 w wygranym 2:0 domowym meczu z Al-Shamal SC.
| Sezon   | Klub                    | Kraj             | Rozgrywki                 | Mecze | Gole |
| ------- | ----------------------- | ---------------- | ------------------------- | ----- | ---- |
| 2009/10 | FC Drouais              | Francja          | CFA 2                     | 1     | 0    |
| 2010/11 | Sainte-Geneviève Sports | Francja          | CFA 2                     | 4     | 0    |
| 2011/12 | Sainte-Geneviève Sports | Francja          | CFA 2                     | 1     | 0    |
| 2012/13 | Lille OSC B             | Francja          | CFA                       | 21    | 2    |
| 2013/14 | Lille OSC B             | Francja          | CFA                       | 21    | 0    |
| 2014/15 | Paris FC                | Francja          | Championnat National      | 33    | 2    |
| 2015/16 | Paris FC                | Francja          | Ligue 2                   | 34    | 4    |
| 2016/17 | Red Star FC             | Francja          | Ligue 2                   | 5     | 0    |
| 2016/17 | Angers SCO              | Francja          | Ligue 1                   | 7     | 0    |
| 2017/18 | Angers SCO              | Francja          | Ligue 1                   | 6     | 0    |
| 2017/18 | Valenciennes FC         | Francja          | Ligue 2                   | 19    | 1    |
| 2018/19 | RC Lens                 | Francja          | Ligue 2                   | 22    | 2    |
| 2019/20 | Abha Club               | Arabia Saudyjska | Saudi Professional League | 25    | 2    |
| 2020/21 | Abha Club               | Arabia Saudyjska | Saudi Professional League | 25    | 1    |

## Kariera reprezentacyjna
W reprezentacji Algierii Tahrat zadebiutował 9 października 2015 w przegranym 1:2 towarzyskim meczu z Gwineą, rozegranym w Algierze. W 2019 roku był w kadrze Algierii na Puchar Narodów Afryki 2019, która ten turniej wygrała. Rozegrał na nim dwa mecze: grupowy z Tanzanią (3:0) i w finałowy z Senegalem (1:0).
W 2022 roku Tahrat został powołany do kadry na Puchar Narodów Afryki 2021. Rozegrał na nim jeden mecz, grupowy z Gwineą Równikową (0:1).